# 蒙泰尔朗
蒙泰尔朗（法語：Montherlant，法語發音：[mɔ̃tɛʁlɑ̃]）是法国瓦兹省的一个旧市镇，属于博韦区。

## 地理
蒙泰尔朗（49°16'44"N, 2°3'1"E）面积5.18 平方千米，位于法国上法蘭西大區瓦兹省，该省份为法国北部内陆省份，北起索姆省，西接厄尔省和滨海塞纳省，南至塞纳-马恩省和瓦兹河谷省，东临埃纳省。
蒙泰尔朗的时区为UTC+01:00、UTC+02:00（夏令时）。

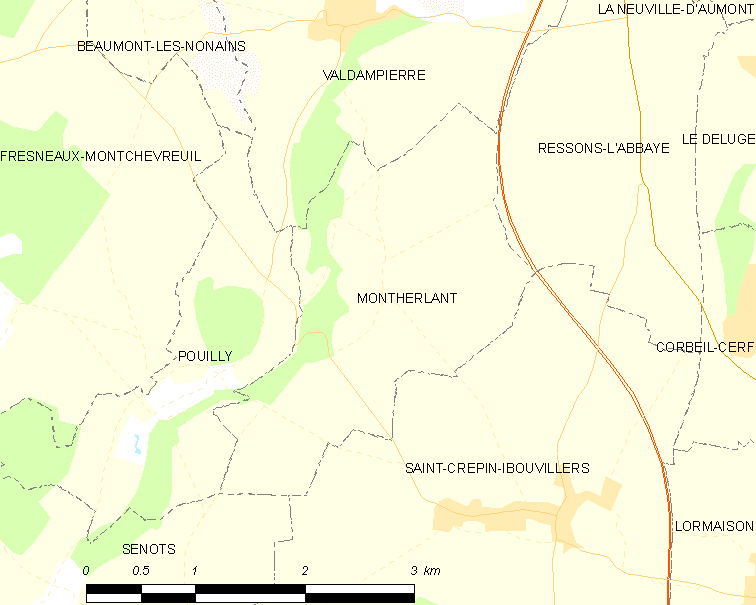
蒙泰尔朗的OSM定位图

## 行政
蒙泰尔朗的邮政编码为60790，INSEE市镇编码为60417。

## 政治
蒙泰尔朗所属的省级选区为韦克桑地区肖蒙县。

## 人口

1962-2008年间蒙泰尔朗人口变化图示

蒙泰尔朗于2018年1月1日时的人口数量为158人。